# 컴 어웨이
《컴 어웨이》(영어: Come Away)는 2020년 제작된 영국, 미국의 판타지 드라마 영화이다. 2020 선댄스 영화제에서 전 세계 최초로 공개되었다.

## 출연

### 주연
- 안젤리나 졸리
- 데이빗 오예로워
- 안나 챈셀러

### 조연
- 구구 바샤-로
- 마이클 케인